# 加世田ハーモニー
加世田ハーモニー（かせだハーモニー）は、鹿児島県南さつま市の町。旧加世田市ハーモニー。郵便番号は897-0009。人口は606人、世帯数は193世帯（2020年10月1日現在）。

## 地理
南さつま市の中部に位置している。町域の東方向から北東方向にかけて加世田武田、東方向から南方向にかけて加世田川畑、南方向から東方向にかけて加世田内山田にそれぞれ接している。
ハーモニータウン加世田として鹿児島県住宅供給公社によって造成された住宅団地である。ハーモニー団地として鹿児島県営住宅75戸、南さつま市営住宅75戸が設置されている。

## 歴史
2002年（平成14年）1月18日に「 町の区域の設定」（平成14年鹿児島県告示第50号）が鹿児島県公報に掲載された。この告示の規定に基づき加世田市大字武田字登立ノ下・地蔵堀・加瀬比留・池ノ宇都口・池ノ宇都・上池ノ宇都・登立ノ山下・小倉原・小倉原ノ上の各一部より加世田市の町「ハーモニー」として設置された。
2005年（平成17年）11月7日に加世田市が坊津町、金峰町、笠沙町、大浦町と合併し新たに南さつま市が設置された。市町村合併の際に法定合併協議会である川辺地区合併協議会における協議によって、加世田市の区域の町・字については現行の町名に「加世田」を冠したものに改称する旨が協定され、合併前の同年10月21日に鹿児島県の告示である「 町又は字の名称の変更」が鹿児島県公報に掲載された。この告示の規定に基づき合併と同日に名称の変更が行われ、町名が「ハーモニー」から「加世田ハーモニー」に変更された。

### 町域の変遷
| 変更後                     | 変更年             | 変更前                   |
| -------------------------- | ------------------ | ------------------------ |
| 加世田市ハーモニー（新設） | 2002年（平成14年） | 加世田市大字武田（一部） |

## 施設

### 公共
- ハーモニー団地集会所[12]
- ハーモニー公園[13]
- 鹿児島県営ハーモニー団地[14]
- 南さつま市営ハーモニー団地

## 人口
以下の表は国勢調査による小地域集計が開始された1995年以降の人口の推移である。
| 年                 | 人口 |
| ------------------ | ---- |
| 2005年（平成17年） | 568  |
| 2010年（平成22年） | 677  |
| 2015年（平成27年） | 701  |
| 2020年（令和2年）  | 606  |

## 教育

### 小・中学校の学区
市立小・中学校に通う場合、学区（校区）は以下の通りとなる
| 町丁             | 地区 | 小学校                   | 中学校                   |
| ---------------- | ---- | ------------------------ | ------------------------ |
| 加世田ハーモニー | 全域 | 南さつま市立加世田小学校 | 南さつま市立加世田中学校 |